# Gigny (Jura)
Pour les articles homonymes, voir Gigny.
Gigny-sur-Suran redirige ici.
Gigny, également appelée Gigny-sur-Suran,, est une commune française située dans le département du Jura, dans la région culturelle et historique de Franche-Comté et la région administrative Bourgogne-Franche-Comté.

## Géographie

### Climat
Pour des articles plus généraux, voir Climat de la Bourgogne-Franche-Comté et Climat du département du Jura.
En 2010, le climat de la commune est de type climat de montagne, selon une étude du Centre national de la recherche scientifique s'appuyant sur une série de données couvrant la période 1971-2000. En 2020, Météo-France publie une typologie des climats de la France métropolitaine dans laquelle la commune est exposée à un climat semi-continental et est dans la région climatique  Jura, caractérisée par une forte pluviométrie en toutes saisons (1 000 à 1 500 mm/an), des hivers rigoureux et un ensoleillement médiocre.
Pour la période 1971-2000, la température annuelle moyenne est de 10,3 °C, avec une amplitude thermique annuelle de 17,2 °C. Le cumul annuel moyen de précipitations est de 1 367 mm, avec 12,8 jours de précipitations en janvier et 8,8 jours en juillet. Pour la période 1991-2020, la température moyenne annuelle observée sur la station météorologique de Météo-France la plus proche, « Saint-Julien Sa », sur la commune de Val Suran à 6 km à vol d'oiseau, est de 10,6 °C et le cumul annuel moyen de précipitations est de 1 349,8 mm. 
La température maximale relevée sur cette station est de 38,6 °C, atteinte le 24 août 2023 ; la température minimale est de −20,6 °C, atteinte le 30 décembre 2005,,.
Les paramètres climatiques de la commune ont été estimés pour le milieu du siècle (2041-2070) selon différents scénarios d'émission de gaz à effet de serre à partir des nouvelles projections climatiques de référence DRIAS-2020. Ils sont consultables sur un site dédié publié par Météo-France en novembre 2022.

## Urbanisme

### Typologie
Au 1er janvier 2024, Gigny est catégorisée commune rurale à habitat dispersé, selon la nouvelle grille communale de densité à sept niveaux définie par l'Insee en 2022.
Elle est située hors unité urbaine et hors attraction des villes,.

### Occupation des sols
L'occupation des sols de la commune, telle qu'elle ressort de la base de données européenne d’occupation biophysique des sols Corine Land Cover (CLC), est marquée par l'importance des forêts et milieux semi-naturels (58,1 % en 2018), une proportion identique à celle de 1990 (58,1 %). La répartition détaillée en 2018 est la suivante : 
forêts (57,4 %), prairies (19,9 %), terres arables (15,9 %), zones agricoles hétérogènes (4,4 %), zones urbanisées (1,7 %), milieux à végétation arbustive et/ou herbacée (0,7 %). L'évolution de l’occupation des sols de la commune et de ses infrastructures peut être observée sur les différentes représentations cartographiques du territoire : la carte de Cassini (XVIIIe siècle), la carte d'état-major (1820-1866) et les cartes ou photos aériennes de l'IGN pour la période actuelle (1950 à aujourd'hui).

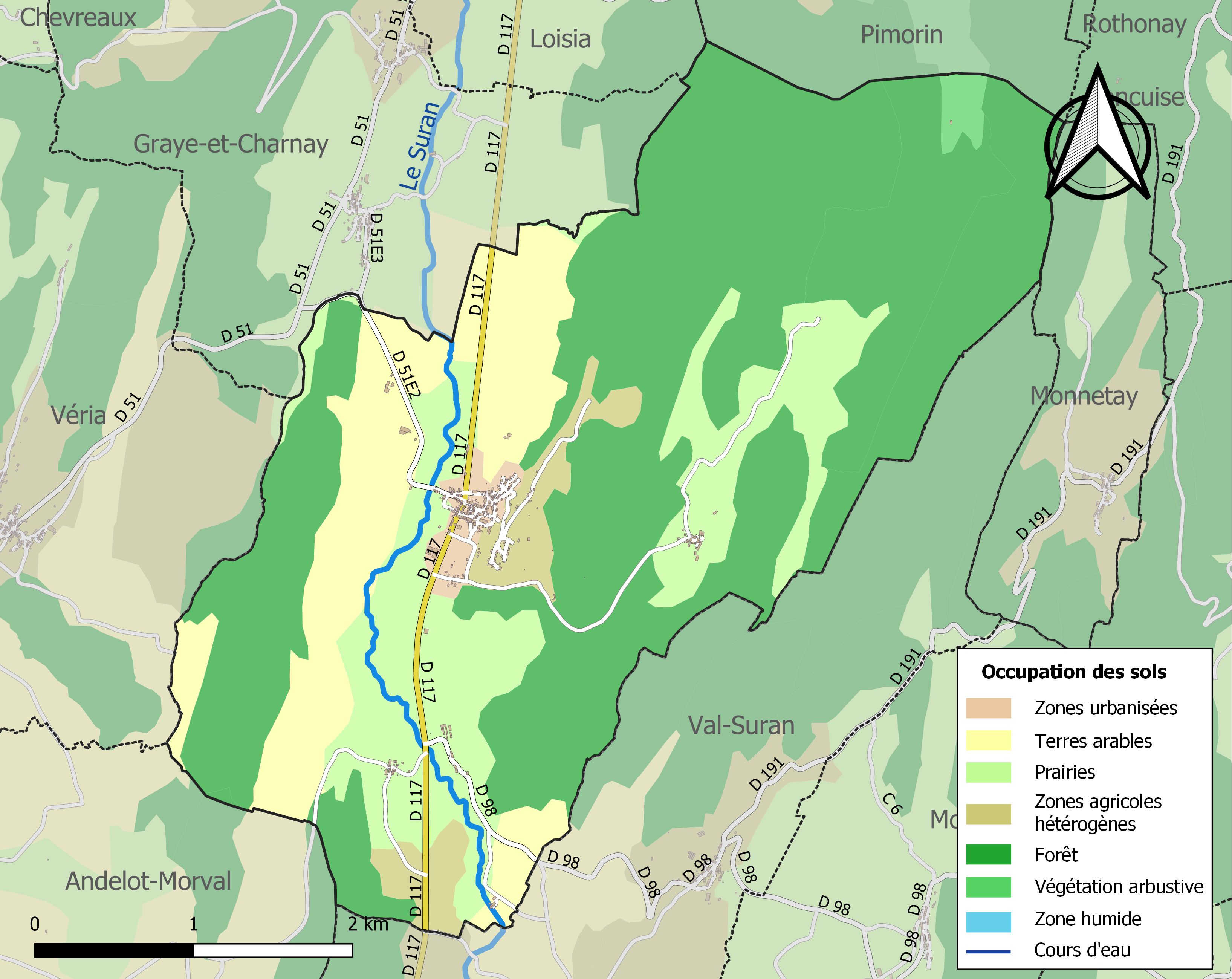
Carte des infrastructures et de l'occupation des sols de la commune en 2018 (CLC).

## Économie
Le village compte deux usines et plusieurs exploitations agricoles.

## Toponymie
890 "Giniaco" (?) Regesta Imperii I, 3, 1437 + 2857
903 "Giniaco" (?) ML Mediaevalia Lovaniensa: Benedictine Culture
912 "Giniaco" (?) Gaspard: Histoire de Gigny
927 "Giniaco" (?) Regesta Imperii I, 2990
1182/3 "Giniaco" Regesta Imperii IV, 4, 700
1327 "Giniaco" BHO Regest 83

## Histoire
Les fouilles archéologiques attestent de l'ancienneté de la présence humaine à Gigny.
En 1882, un vigneron découvre trois sépultures d'un cimetière mérovingien à 300 m au sud de l'église abbatiale de Gigny.
Vers 1885, l'archéologue Émile Chantre signale la découverte de sépultures attribuées au néolithique dans la grotte de Gigny.
L'abbaye de Gigny est fondée dans les années 880 par Bernon. Il en part en 909 pour fonder l'abbaye de Cluny qui allait devenir le centre le plus important de la chrétienté médiévale. L'abbaye a été sécularisée en 1760. Plusieurs beaux bâtiments subsistent et conservent leur aspect de l'architecture comtoise : les maisons du Chapitre, la maison du Chambrier et la maison du Prieur (Histoire de Gigny par B.Gaspar).
Aujourd'hui, Gigny fait partie des sites clunisiens. L’Abbatiale Saint Pierre, bâtie en 890 par Bernon (fondateur de l'abbaye de Baume Les Messieurs et de Cluny) reste impressionnante. C'est un monument clef de l’art roman qui servit de modèle à la première église de Cluny (ouvrage de 1954 et note 1970 de René Tournier).

## Politique et administration
| Période   | Période  | Identité          | Étiquette | Qualité  |
| --------- | -------- | ----------------- | --------- | -------- |
| mars 1995 | 2001     | Jean-Paul Caillon | SE        | Retraité |
| mars 2001 | 2008     | Michel Caillon    | SE        |          |
| mars 2008 | En cours | Gérard Caillon    | SE        | Retraité |

À la suite d'un groupement scolaire, l'école de Gigny est fermée depuis le 1er septembre 2008.

## Démographie
L'évolution du nombre d'habitants est connue à travers les recensements de la population effectués dans la commune depuis 1793. Pour les communes de moins de 10 000 habitants, une enquête de recensement portant sur toute la population est réalisée tous les cinq ans, les populations de référence des années intermédiaires étant quant à elles estimées par interpolation ou extrapolation. Pour la commune, le premier recensement exhaustif entrant dans le cadre du nouveau dispositif a été réalisé en 2008.

En 2022, la commune comptait 267 habitants, en évolution de −5,99 % par rapport à 2016 (Jura : −0,81 %, France hors Mayotte : +2,11 %).
| 1793 | 1800 | 1806 | 1821 | 1831  | 1836  | 1841 | 1846 | 1851 |
| ---- | ---- | ---- | ---- | ----- | ----- | ---- | ---- | ---- |
| 888  | 999  | 900  | 824  | 1 051 | 1 021 | 940  | 889  | 925  |

| 1856 | 1861 | 1866 | 1872 | 1876 | 1881 | 1886 | 1891 | 1896 |
| ---- | ---- | ---- | ---- | ---- | ---- | ---- | ---- | ---- |
| 797  | 777  | 756  | 724  | 757  | 694  | 668  | 624  | 634  |

| 1901 | 1906 | 1911 | 1921 | 1926 | 1931 | 1936 | 1946 | 1954 |
| ---- | ---- | ---- | ---- | ---- | ---- | ---- | ---- | ---- |
| 612  | 594  | 557  | 447  | 420  | 390  | 362  | 356  | 293  |

| 1962 | 1968 | 1975 | 1982 | 1990 | 1999 | 2006 | 2008 | 2013 |
| ---- | ---- | ---- | ---- | ---- | ---- | ---- | ---- | ---- |
| 277  | 268  | 242  | 222  | 251  | 260  | 286  | 294  | 290  |

| 2018 | 2022 | - | - | - | - | - | - | - |
| ---- | ---- | - | - | - | - | - | - | - |
| 279  | 267  | - | - | - | - | - | - | - |

## Culture locale et patrimoine

### Lieux et monuments

#### Grotte de Gigny

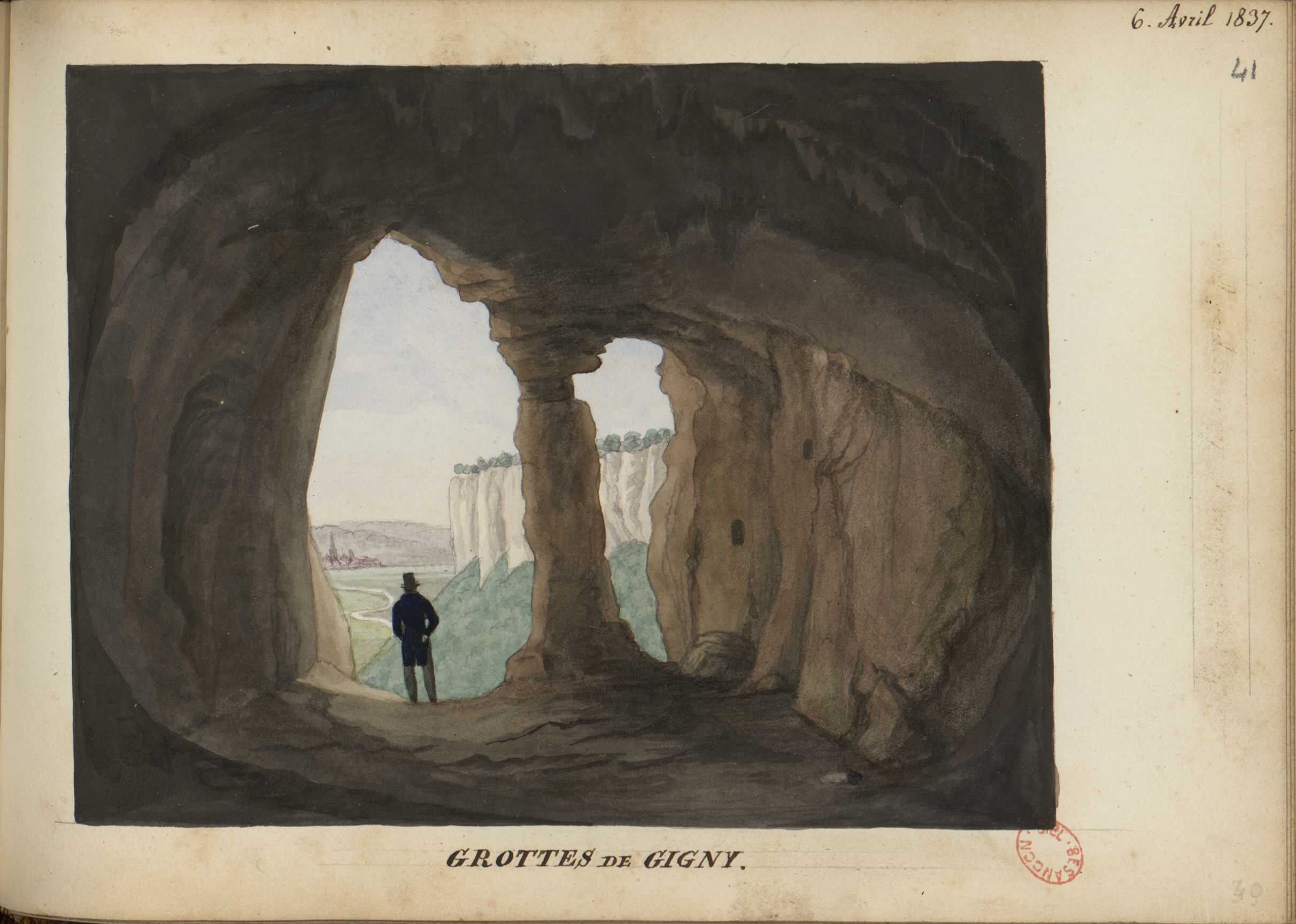
Désiré Monnier, Grotte de Gigny, 1836, aquarelle, album II, bibliothèque municipale de Besançon.

La grotte de Gigny a été représentée par le folkloriste et écrivain Désiré Monnier. Franc-comtois attaché à documenter le patrimoine de sa région, il a réalisé onze albums de dessins et d'aquarelle conservés aujourd'hui à la bibliothèque municipale de Besançon.

#### Voies de la commune
| 51 odonymes recensés à Gigny au 11 novembre 2013 | 51 odonymes recensés à Gigny au 11 novembre 2013 | 51 odonymes recensés à Gigny au 11 novembre 2013 | 51 odonymes recensés à Gigny au 11 novembre 2013 | 51 odonymes recensés à Gigny au 11 novembre 2013 | 51 odonymes recensés à Gigny au 11 novembre 2013 | 51 odonymes recensés à Gigny au 11 novembre 2013 | 51 odonymes recensés à Gigny au 11 novembre 2013 | 51 odonymes recensés à Gigny au 11 novembre 2013 | 51 odonymes recensés à Gigny au 11 novembre 2013 | 51 odonymes recensés à Gigny au 11 novembre 2013 | 51 odonymes recensés à Gigny au 11 novembre 2013 | 51 odonymes recensés à Gigny au 11 novembre 2013 | 51 odonymes recensés à Gigny au 11 novembre 2013 | 51 odonymes recensés à Gigny au 11 novembre 2013 | 51 odonymes recensés à Gigny au 11 novembre 2013 |
| Allée                                            | Avenue                                           | Bld                                              | Chemin                                           | Cours                                            | Impasse                                          | Montée                                           | Passage                                          | Place                                            | Quai                                             | Rd-point                                         | Route                                            | Rue                                              | Ruelle                                           | Autres                                           | Total                                            |
| ------------------------------------------------ | ------------------------------------------------ | ------------------------------------------------ | ------------------------------------------------ | ------------------------------------------------ | ------------------------------------------------ | ------------------------------------------------ | ------------------------------------------------ | ------------------------------------------------ | ------------------------------------------------ | ------------------------------------------------ | ------------------------------------------------ | ------------------------------------------------ | ------------------------------------------------ | ------------------------------------------------ | ------------------------------------------------ |
| 1                                                | 0                                                | 0                                                | 3                                                | 0                                                | 2                                                | 0                                                | 0                                                | 5                                                | 0                                                | 0                                                | 9                                                | 26                                               | 0                                                | 5                                                | 51                                               |
| Notes « N »                                      | Notes « N »                                      | Notes « N »                                      | Néant                                            | Néant                                            | Néant                                            | Néant                                            | Néant                                            | Néant                                            | Néant                                            | Néant                                            | Néant                                            | Néant                                            | Néant                                            | Néant                                            | Néant                                            |
| Source : rue-ville.info                          |                                                  |                                                  |                                                  |                                                  |                                                  |                                                  |                                                  |                                                  |                                                  |                                                  |                                                  |                                                  |                                                  |                                                  |                                                  |

#### Édifices
- Abbaye Saint-Pierre de Gigny

### Personnalités liées à la commune
- Stanislas de Charnal (1830-1880) : journaliste et auteur dramatique, né à Gigny.